# Polydesmus fraterus
Polydesmus fraterus är en mångfotingart som beskrevs av Henri Saussure 1859. Polydesmus fraterus ingår i släktet Polydesmus och familjen plattdubbelfotingar. Inga underarter finns listade i Catalogue of Life.